# Louis Gabriel Suchet
Louis Gabriel Suchet (Lyon, 1770. március 2. – Marseille, 1826. január 3.) francia katonatiszt, a forradalmi és napóleoni háborúk hadvezére, 1811-től Franciaország marsallja, 1812-től Albufera hercege.

## Élete és pályafutása
Egy selyemgyártó fiaként született Lyonban, apja üzleti pályára szánta, de miután 1792-ben önkéntesként szolgált a Nemzeti Gárda lovasságában Lyonban, akkor megnyilvánultak  kiváló katonai képességei, amelyek biztosították a gyors előrelépését a ranglétrán. Zászlóalj-parancsnokként Toulon ostrománál ő ejtette fogságba O’Hara tábornokot. Az itáliai hadjáratban 1796. október 11-én súlyosan megsebesült a Cerea-i csatában. 1798-ban már hadosztály-tábornok volt.
Kitűnt az 1798-1799-es svájci, az 1800-as itáliai és az 1805-1807-es osztrák-, porosz- és orosz hadjáratokban. 1808-ban Spanyolországba ment, és 1809-ben az aragóniai sereg főparancsnoka lett. 1811. július 8-án győzelmeiért birodalmi marsalli (maréchal de l’Empire) ranggal jutalmazta Napóleon, 1812. január 24-én pedig Valencia elfoglalása után Albuféra hercegének rangjára emelte.
Napóleon visszatérése után az alpesi sereg főparancsnoka lett, de Savoyából kiszorították az osztrákok.
1808-ban vette feleségül Honorine de Saint-Joseph-et (1790 – 1884) és 3 gyermekük született:

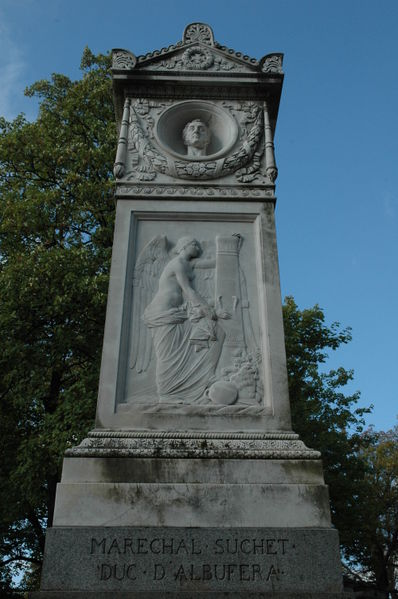
Suchet sírja a Père-Lachaise temetőben

- Louise-Honorine (1811 – 1885)
- Louis-Napoleon (1813 – 1877)
- Anne-Marie (1820 – 1835)

## Fordítás
- Ez a szócikk részben vagy egészben  a   Louis Gabriel Suchet című angol Wikipédia-szócikk fordításán alapul.  Az eredeti cikk szerkesztőit annak laptörténete sorolja fel. Ez a jelzés csupán a megfogalmazás eredetét és a szerzői jogokat jelzi, nem szolgál a cikkben szereplő információk forrásmegjelöléseként.